# Pengető

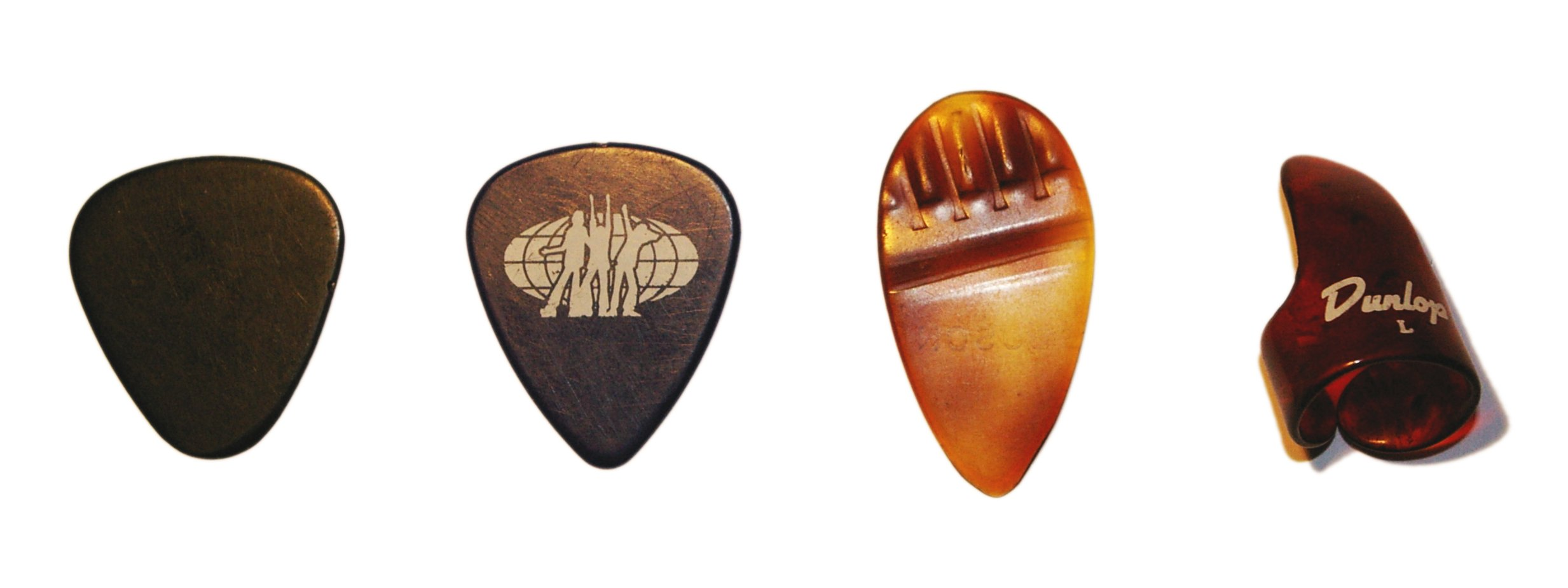
Különböző alakú pengetők

A pengető vagy plektrum egyes húros hangszerek, a pengetős hangszerek (például a fémhúros gitár, mandolin, úd) megszólaltatásánál használt eszköz. A pengető játékkomfort és hangzás szempontjából gyakran alábecsült tényező. Forma, méret, szín, anyag és vastagság tekintetében is nagy a választék. Minden pengetőfajtával más érzés játszani és másmilyen hangzást is eredményeznek. Sok ismert zenész állítja, hogy hangzása jellegét főleg az általa használt pengetőnek köszönheti.

## Fajtái

### Hagyományos gitárpengető
A hagyományos pengetőt a hüvelykujj és a mutatóujj közé fogják. A hagyományos pengetők közül a kemény pengetőket elektromos gitárnál szokás alkalmazni, a puhábbakat akusztikus gitárokon, bár ahány gitáros, annyiféle pengető-gitár párosítás létezik.

### Hüvelykpengető
A hüvelykujjra erősíthető pengető, mely jól alkalmazható a három, illetve a négyujjas pengetési stílusban, a basszus húrok megszólaltatására használatos.

### Egyéb felosztások

#### Fizikai tulajdonságaik szerint
A pengetőknek több fajtája van; az azonos típusú pengetőket jellemzi a vastagságuk, amelyet milliméterben adnak meg. Változhat még a pengető anyaga is; műanyagból készülnek, de a keverék különböző lehet, a különböző felület elérése érdekében. Ha például kőport raknak a keverékbe, ezáltal a csúszás gátolható meg. Exkluzívabb pengetőket gyártanak csontból, fából, üvegből, fémből, de akár teknőspáncélból is.

#### Hangszerfajták szerint
Az egyes pengetős hangszerekhez (gitár, elektromos gitár, bendzsó, citera stb.) különféle pengetőket használnak.

## Egyéb felhasználás
Pengetők találhatóak ezen kívül a csembalók belsejében is.

## Pengetőhasználat gitároknál
A pengetőt a gitárosnak laza kézzel kell fognia, mert különben hamar elfárad. A pengetőnek sokfajta tartási módja van.
A "hivatalos" mód a következő:
A mutatóujjat a hüvelyk ujj alá kell tenni és közé helyezni a pengetőt. Akkordjátszásnál a kéz nem helyezkedik rá a gitártestre, dallamjátéknál az ujjakat a testre kell helyezni, a húr könnyebb megtalálásának érdekében.